# (25399) Vonnegut
(25399) Vonnegut est un astéroïde de la ceinture principale.

## Description
(25399) Vonnegut est un astéroïde de la ceinture principale. Il fut découvert le 11 novembre 1999 à Fountain Hills (Arizona) par Charles W. Juels. Il présente une orbite caractérisée par un demi-grand axe de 2,58 UA, une excentricité de 0,09 et une inclinaison de 22,5° par rapport à l'écliptique.

## Compléments